# Esilalei
Esilalei ist ein Verwaltungsbezirk (Ward) des Distrikts Monduli in der tansanischen Region Arusha.

## Geografie
Esilalei liegt im Norden von Tansania, etwa 90 Kilometer westlich der Regionshauptstadt Arusha am östlichen Ufer des Manyara-See. Die Grenze im Südosten bildet die Nationalstraße T5. Der größte Fluss ist der Mkujuni (auch Makuyuni genannt), der in den Manyara-See mündet.
Bei der Volkszählung 2022 lebten hier 29.020 Menschen in 7392 Haushalten.

## Gliederung
Der Bezirk besteht aus fünf Gemeinden (Mtaa) mit 21 Orten (Kitongoji):
| Losirwa - Losirwa Juu - Losirwa Chini - Olemit - Mti wa Kliniki - Losirwa - Makao Mpaya | Baraka - Baraka - Belgiji - Enguraisi | Esilalei - Ndepesi - Makuyuni Masaini - Esimiti - Shuleni - Kanisani | Oltukai - Oltukai - Engusero - Simbi - Ilera | Mungere - Mungere - Kambi ya Mkaa - Enoloo |

## Wirtschaft und Infrastruktur
- Gesundheit: Im Bezirk liegen drei öffentliche Apotheken, je eine in den Gemeinden Esilalei,[6] Oltukai[7] und Mungere.[8]
- Straße: Durch den Bezirk verlaufen die beiden asphaltierten Nationalstraßen T5 und T17.[9]

## Sehenswürdigkeiten
- Manyara-See: In der Nähe des Manyra-Sees liegen mehrere Lodges,[3] die auch Wandersafaris anbieten.[10]